# Fagopyrum gracilipes
Fagopyrum gracilipes är en slideväxtart som först beskrevs av William Botting Hemsley, och fick sitt nu gällande namn av Carl Lebrecht Udo Dammer. Fagopyrum gracilipes ingår i släktet boveten, och familjen slideväxter. Inga underarter finns listade i Catalogue of Life.